# 1-أوكتين-3-أون
1-أوكتين-3-أون هو مركب عضوي صيغته  C8H14O، ويوجد في الشروط القياسية في الطور السائل. تعد رائحة هذا المركب مسؤولةً عن الرائحة المرافقة للفلزات مثل الحديد عند التماس مع الجلد.

## الوفرة الطبيعية
يوجد هذا المركب طبيعياً في فطر Uncinula necator الذي يصيب الكرمة.

## الخواص
يوجد المركب في الشروط القياسية على هيئة سائل أصفر قابل للاشتعال؛ وهو عملياً غير قابل للانحلال في الماء.